# Dolnji Slaveči
Dolnji Slaveči – wieś w Słowenii, w gminie Grad. W 2018 roku liczyła 393 mieszkańców.